# Disco 3 (Pet Shop Boys)
Disco 3 is het derde remix-album van de Pet Shop Boys. Het album bevat remixen van nummers van het album Release en van B-kanten van de singles die van het album werden uitgebracht. Het is het eerste remix-album van de Pet Shop Boys dat daarnaast ook nog niet eerder uitgebrachte nummers bevat. Het album is in 2003 uitgebracht op het Parlophone label van EMI, en was het derde in een reeks van remix-albums. Het eerste album Disco werd uitgebracht in 1986. Het vervolg Disco 2 verscheen in 1994. Het voorlopig laatste deel uit de reeks, Disco 4 verscheen in 2007.

## Tracks
1. Time on my hands (03:53)
2. Positive role model (04:02)
3. Try it (I'm in love with a married man) (04:47)
4. London (Thee Radikal Blaklite Edit) (05:44)
5. Somebody else's business (03:28)
6. Here (PSB new extended mix) (06:13)
7. If looks could kill (04:11)
8. Sexy Northerner (Superchumbo mix) (08:36)
9. Home and dry (Blank & Jones remix) (06:36)
10. London (Genuine Piano mix) (04:16)

## Remixers
1. n.v.t.
2. n.v.t.
3. n.v.t.
4. Felix Da Housecat
5. n.v.t.
6. Pet Shop Boys
7. n.v.t.
8. Tom Stephan (Superchumbo)
9. Blank & Jones
10. n.v.t.

## Trivia
- Hoewel het album officieel in de Disco reeks is uitgebracht, die verder bestaat uit albums met uitsluitend remixen, bevat Disco 3 maar vier remixen. De overige tracks zijn veelal nieuwe nummers.
- Veel exemplaren van het album werden uitgebracht met een onjuiste barcode. Als gevolg hiervan werden de verkoopcijfers in het Verenigd Koninkrijk niet juist bijgehouden en kon de positie in de albumhitlijst niet bepaald worden.
- Het hoesontwerp voor Disco 3 is net als het ontwerp van het album Release en de bijbehorende singles ontworpen door Scott King. Het zijn de enige uitzonderingen, sinds 1985 werkten de Pet Shop Boys steevast met Mark Farrow voor al hun ontwerpen.
- Het nummer Positive role model is een nieuwe opname van een nummer uit de Pet Shop Boys-musical Closer to Heaven.
- Het nummer Try it (I'm in love with a married man) is een cover van Oh Romeo, de band van voormalig Pet Shop Boys-producer Bobby Orlando.
- De nummers If looks could kill en Try it (I'm in love with a married man) werden voor het eerst ten gehore gebracht tijdens een Peel Session op BBC Radio 1 in 2002. In dezelfde sessie werd het nummer A powerfull friend uitgevoerd, dat nog niet is uitgebracht.